# World Series 1983
Le World Series 1983 sono state la 80ª edizione della serie di finale della Major League Baseball al meglio delle sette partite tra i campioni della National League (NL) 1983, i Philadelphia Phillies, e quelli della American League (AL), i Baltimore Orioles. A vincere il loro terzo titolo furono gli Orioles per quattro gare a una.
La serie fu soprannominata "I-95 Series" perché, come l'edizione di due anni dopo, prese il nome dalla strada interstatale presso cui le squadre e i tifosi viaggiarono. Per tale motivo, queste furono le prime World Series dal 1956 in cui nessuna delle due squadre si spostò in aereo: Baltimora e Filadelfia distano approssimativamente 160 chilometri.
Al 2022, questo è l'ultimo titolo e l'ultima apparizione in finale degli Orioles.

## Sommario
Baltimore ha vinto la serie, 4-1.
| Gara | Data       | Risultato                                        | Stadio           | Tempo | Pubblico |
| ---- | ---------- | ------------------------------------------------ | ---------------- | ----- | -------- |
| 1    | 11 ottobre | Philadelphia Phillies – 2, Baltimore Orioles – 1 | Memorial Stadium | 2:22  | 52.204   |
| 2    | 12 ottobre | Philadelphia Phillies – 1, Baltimore Orioles – 4 | Memorial Stadium | 2:27  | 52.132   |
| 3    | 14 ottobre | Baltimore Orioles – 3, Philadelphia Phillies – 2 | Veterans Stadium | 2:35  | 65.792   |
| 4    | 15 ottobre | Baltimore Orioles – 5, Philadelphia Phillies – 4 | Veterans Stadium | 2:50  | 66.947   |
| 5    | 16 ottobre | Baltimore Orioles – 5, Philadelphia Phillies – 0 | Veterans Stadium | 2:21  | 67.064   |

## Hall of Famer coinvolti
- Orioles: Eddie Murray, Jim Palmer, Cal Ripken, Jr.
- Phillies: Steve Carlton, Joe Morgan, Tony Pérez, Mike Schmidt